# Povinná výbava motorového vozidla
Povinná výbava motorového vozidla jsou nástroje, náhradní díly a další doplňky předepsané k tomu, aby mohlo být vozidlo považováno za způsobilé k provozu na pozemních komunikacích. Povinná výbava musí být ve vozidle přítomna kdykoliv, kdy je vozidlo provozováno na pozemních komunikacích.

## Povinná výbava v České republice
Povinná výbava vozidel při provozu na pozemních komunikacích v České republice byla upravena § 32 vyhlášky 341/2002 Sb. ve znění novel.
Nově výbavu vozidel upravil § 31 a příloha č. 12 vyhlášky 341/2014 Sb. 
Povinná výbava motorových vozidel: 
Zvedák, klíč na matice (šrouby) kol, náhradní kolo nebo kola (je povinné pro vozidla kategorií M, N a některá vozidla kategorií O a R; toto vybavení není povinné u vozidel s koly umožňujícími nouzové dojetí po defektu, u vozidel vybavených pro bezdemontážní nouzovou opravu, městských autobusů, zásahových požárních automobilů, komunálních vozidel provozovaných v operativním dosahu servisních služeb provozovatele a vozidel jízdní soupravy, u níž je shodným typem náhradního kola vybaveno již jiné vozidlo) 
Lékárnička (všechna motorová vozidla kromě mopedu a motokola, jednonápravového traktoru s přívěsem a motorového vozíku; dle druhu a obsaditelnosti vozidla se rozlišují velikosti I, II a III). Jejím obsahem musí být:  
- v případě motolékárničky:

| Zdravotnický materiál                                                   | množství (ks) |
| ----------------------------------------------------------------------- | ------------- |
| Obvaz hotový s 1 polštářkem (šíře nejméně 8 cm, savost nejméně 800g/m2) | 1             |
| Obvaz hotový s 2 polštářky (šíře nejméně 8 cm, savost nejméně 800g/m2)  | 1             |
| Obinadlo škrtící pryžové (60 x 1250 mm)                                 | 1             |
| Rukavice pryžové (latexové) chirurgické v obalu                         | 1             |

- v případě autolékárničky

| Zdravotnický materiál                                                                     | množství (ks)       | množství (ks) | množství (ks) |
| ----------------------------------------------------------------------------------------- | ------------------- | ------------- | ------------- |
|                                                                                           | Velikost lékárničky |               |               |
| I.                                                                                        | II.                 | III.          |               |
| Obvaz hotový s 1 polštářkem (šíře nejméně 8 cm, savost nejméně 800g/m2)                   | 3                   | 5             | 10            |
| Obvaz hotový s 2 polštářky (šíře nejméně 8 cm, savost nejméně 800g/m2)                    | 3                   | 5             | 10            |
| Náplast hladká cívka (velikost 2,5 cm x 5 m, min. lepivost 7 N/25 mm)                     | 1                   | 2             | 4             |
| Obinadlo škrtící pryžové (60 x 1250 mm)                                                   | 1                   | 3             | 5             |
| Rukavice pryžové (latexové) chirurgické v obalu                                           | 1                   | 2             | 4             |
| Nůžky zahnuté (se sklonem) v antikorozní úpravě se zaoblenými hroty - délka nejméně 14 cm | 1                   | 1             | 1             |
| Isotermická fólie (min. rozměr 200 x 140 cm)                                              | 1                   | 1             | 1             |

Výstražný trojúhelník  podle předpisu EHK č. 27 (všechna motorová vozidla kromě vozidel kategorie L nebo Z, jednonápravových traktorů s přívěsem a vozidel o celkové šířce menší než 1,00 m)
Hasicí přístroj (povinný jen pro autobusy a sanitní vozidla)
Výbava, která není povinná dle přílohy č. 12 vyhlášky 341/2014 Sb., nicméně zákon 361/2000 Sb. ji vyžaduje v souvislosti s nouzovým stáním mimo obec:
Doporučenou, nikoliv však povinnou výbavou osobního automobilu je například: reflexní vesta pro řidiče i celou osádku vozidla, záznam o dopravní nehodě (Euroformulář), píšící propiska, náhradní elektrické pojistky, náhradní žárovky, tažné lano, hasicí přístroj, pracovní rukavice, bateriová svítilna, měřič tlaku vzduchu, startovací kabely, voda (nejlépe destilovaná) apod.
Největší změnou oproti předešlé vyhlášce je tedy to, že si od 1. října 2018 vlastník auta nemusí nutně pořizovat autolékárničku ihned po vypršení její expirace, také již nemusí v autě vozit náhradní žárovky ani pojistky, neboť je u nových vozů stejně nebude schopen vyměnit, a nakonec nemusí za jistých podmínek vozit ani náhradní kolo, klíč na matice a příruční zvedák. Autolékarnička se zas obejde bez náplasti s polštářkem a rouškou.

## Povinná výbava ve světě
| Povinná výbava        | Francie | Chorvatsko | Itálie | Německo | Polsko | Rakousko | Slovensko |
| --------------------- | ------- | ---------- | ------ | ------- | ------ | -------- | --------- |
| Zvedák                | NE      | NE         | NE     | NE      | NE     | NE       | NE        |
| Klíč na matice kol    | NE      | NE         | NE     | NE      | NE     | NE       | NE        |
| Rezervní pneumatika   | NE      | ANO        | ANO    | ANO     | NE     | NE       | ANO       |
| Reflexní vesta        | ANO     | ANO        | ANO    | NE      | NE     | ANO      | ANO       |
| Výstražný trojúhelník | ANO     | ANO        | ANO    | ANO     | ANO    | ANO      | ANO       |
| Hasicí přístroj       | NE      | ANO        | NE     | NE      | ANO    | NE       | NE        |
| Sněhové řetězy        | NE      | ANO        | NE     | ANO     | NE     | NE       | NE        |
| Lékárnička            | NE      | ANO        | NE     | ANO     | NE     | ANO      | ANO       |

To samozřejmě není veškerá povinná výbava, kterou je třeba v jednotlivých zemích mít. V některých zemích patří mezi povinnou výbavu tažné lano, alkohol tester, reflexní vesty také pro spolujezdce, či zajišťovací klíny nebo i brýle. S přesnými dopravními pravidly by se měl proto každý řidič dopodrobna seznámit ještě před cestou do dané země. S tím mu může pomocí například aplikace GoingAbroad.

## Zákonná úprava
- Zákon č. 56/2001 Sb., o podmínkách provozu vozidel na pozemních komunikacích
- Vyhláška č. 341/2002 Sb., o schvalování technické způsobilosti a o technických podmínkách provozu vozidel na pozemních komunikacích, ve znění 8 novel
- Vyhláška č. 341/2014 Sb., o schvalování technické způsobilosti a o technických podmínkách provozu vozidel na pozemních komunikacích